# Sos mi vida
Sos mi vida es una telenovela argentina producida por Pol-ka Producciones y emitida por Canal 13. Es protagonizada por Natalia Oreiro y Facundo Arana. Comenzó a emitirse el 16 de enero de 2006 y finalizó el 9 de enero de 2007, y durante su emisión alcanzó un promedio general de 26,9 puntos de índice de audiencia. En principio se emitía de lunes a viernes a las 21:00 horas, pero el canal modificó su grilla horaria en diversas ocasiones durante la emisión del programa. Fue escrita por Ernesto Korovsky y Sebastián Parrotta, y se emitió en varios países. Ganó un total de cuatro premios Martín Fierro y tres premios Clarín.
Esta telenovela toma como base una historia de amor entre los dos personajes protagónicos, de los cuales el interpretado por Facundo Arana es un exitoso empresario y el interpretado por Natalia Oreiro es de orígenes humildes, perteneciendo los demás personajes secundarios al entorno de uno u otro. La mayor parte de las tramas involucran, generalmente en forma humorística, la forma en que los personajes ricos se relacionan con las costumbres de los personajes pobres, o viceversa.

## Premisa
Sos mi vida fue producida por Pol-ka y partió de una premisa de Adrián Suar, que, como es costumbre en la productora, fue formulada con cerca de seis meses de anticipación al estreno. Esta era de un "hombre rico, dueño de una empresa de rubro por determinar y ex corredor de Fórmula 1 se enamora de chica pobre que busca trabajo en su emporio". Suar comenzó a discutir la idea con su socio Javier Blanco y Tevah, con quienes decidió los detalles específicos de la trama. Asimismo, también se decidió confiar los guiones a Ernesto Korovsky y Sebastián Parrotta, autores de Gasoleros y El sodero de mi vida, y de Hombres de honor y Padre coraje respectivamente. La dirección estuvo a cargo de Daniel De Felippo y Rodolfo Antúnez, y la producción a cargo de César Markus González. El grueso de la filmación se realizó en decorados en la sede de Colegiales de Pol-ka, aunque el programa se destacaría también por realizar escenas en exteriores poco convencionales para el género.
Esta telenovela reúne a Facundo Arana y Natalia Oreiro en los roles protagónicos, una dupla actoral que había tenido lugar con anterioridad en la telenovela Muñeca Brava. La relación entre ambos actores había superado el nivel profesional, dando por ejemplo que Facundo Arana se ofreciera en forma espontánea a aparecer como actor invitado en la serie rusa A ritmo de tango protagonizada por Natalia Oreiro. Ambos actores pusieron como condición trabajar juntos, por lo que el diseño del programa sólo se decidió después de confirmar a ambos en los roles protagónicos. Natalia Oreiro incluso abandonó propuestas fílmicas para formar parte del programa. Lo explicó así en una conferencia de prensa:

Yo personalmente lo hago porque Facundo tenía muchas ganas. Si tenés un compañero que apuesta a vos, ya sabés que la vas a pasar bien y que la otra persona te va a cuidar. Para mí no era el momento porque tenía firmado para hacer tres películas (Nota: en Israel, España y Uruguay) y estaba grabando mi cuarto álbum.

Al igual que en la mencionada telenovela Muñeca Brava, Sos mi vida se basa en un contrapunto de una pareja de un galán rico y una muchacha pobre, pero a diferencia de la misma no concentra a todos los personajes en un único contexto narrativo principal (que en aquella era la mansión de la familia Di Carlo, en donde vivían todos los personajes) sino que desarrolla a ambos en contextos propios igualmente desarrollados, con sus propios lugares característicos y personajes de soporte.

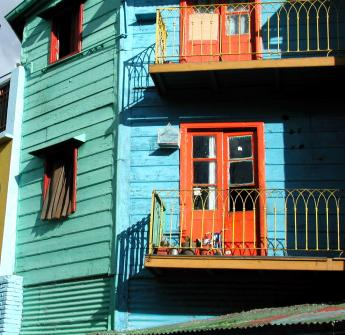
Estilo arquitectónico de las casas de La Boca, similar al empleado en el diseño del Conventillo.

Por el lado de Natalia Oreiro se realiza un contexto de personajes relativamente pobres. Su personaje se llama Esperanza Muñoz, a quien apodan como "La Monita", una boxeadora. Natalia se inspiró en la cantante Gilda para definir la personalidad de su personaje. Su entorno principal se sitúa en un conventillo en el barrio de La Boca en donde vive y en donde se encuentran sus otros personajes cercanos. Entre ellos se encuentran su madre adoptiva, Nieves (Dalma Milebo), y su novio de toda la vida, Enrique Ferreti (Carlos Belloso), hijo natural de Nieves y apodado como "Quique". Dicho apodo es un hipocorístico del nombre Enrique. Los guionistas escribieron sólo los lineamientos generales del personaje de Quique, pero la mayor parte de su personalidad (incluyendo su particular relación con la Monita, a mitad de camino entre el noviazgo y la hermandad, y su complejo de Edipo con su madre) fue definida por el propio Carlos Belloso. También están sus dos mejores amigas, la actriz de reparto Nilda Yadhur (Mónica Ayos), conocida como "La Turca", y la paraguaya Kimberly (Fabiana García Lago). Otro sitio relacionado con dichos personajes es un gimnasio en donde la "Monita" entrena como boxeadora y Quique como luchador de catch, deporte que practica representando a un personaje conocido como "Comandante Rayo". Dicho lugar incluye a personajes como Montaña, Carozo o el entrenador Don César, pero sus intervenciones no pasan del rol de personajes de apoyo.

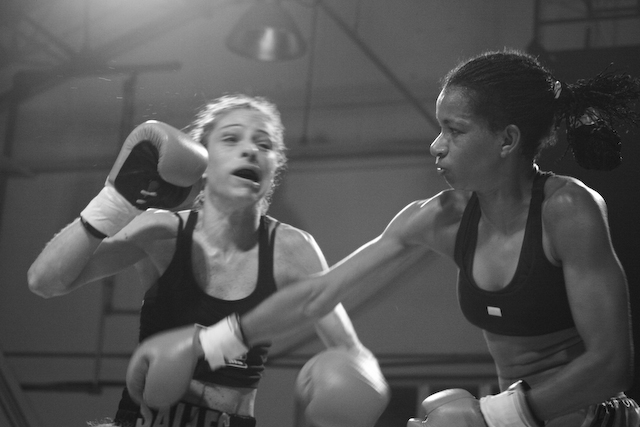
El boxeo femenino es un elemento recurrente de la trama.

A través de Facundo Arana se establece un contexto de personajes con una situación económica favorable, si bien la mayoría no son propiamente ricos. El personaje de Arana es Martín Quesada, un empresario y piloto de Fórmula 1, pero que no es presentado como un personaje egoísta o codicioso como suele ser el arquetipo de los empresarios en las telenovelas. Los dos entornos en los que se desenvuelve el personaje son la oficina del Grupo Quesada, del cual es presidente, y su casa. En la oficina aparecen los personajes de Alfredo Uribe (Alejandro Awada), su principal consejero, la secretaria Mercedes (Claudia Fontán) y el primo de Martín Quesada, Miguel (Marcelo Mazzarello), quien ocupa el cargo de vicepresidente. Tiempo después se sumaría el actor Pablo Cedrón, interpretando al abogado Félix Pérez Garmendia. Otros personajes cercanos, aunque no radicados en la empresa, son su novia Constanza Insúa (Carla Peterson) y su prima Débora, apodada como Debbie (Griselda Siciliani). En la casa de Martín Quesada viven también el ama de llaves Rosa (Adela Gleijer), su nieto Tony (Nicolás D'Agostino) y tres hermanos huérfanos adoptados por Martín Quesada, José, Laura y Coqui (Elías Viñoles, Thelma Fardin y Ornella Fazio respectivamente). Otro sitio recurrente que se sumaría con el correr de los episodios es el departamento de Miguel y Debbie. No se crearon escenografías que representen los hogares de Alfredo, Mercedes, Falucho o Constanza, aunque a Constanza se le asignó en forma fugaz un negocio de venta de ropa.

### Relaciones entre los personajes
La mayor parte de las situaciones retratadas por el programa se basan en las diferencias entre los personajes pobres y los ricos, y cómo unos afrontan los usos y costumbres de los otros. Sin embargo, a diferencia de la telenovela Muñeca Brava, en donde Facundo Arana y Natalia Oreiro ya habían explorado tales temáticas, en Sos mi vida el enfoque es menos dramático y más humorístico, al tratarse de una telecomedia más que de una telenovela.
Las relaciones entre ambos submundos se dan principalmente a través de los protagonistas, Martín Quesada y "la Monita", y su historia de amor. Además, Kimberly trabajaba en la empresa de Martín Quesada y por sugerencia suya "la Monita" va a pedir empleo allí (lo cual inicia la historia narrada por el programa), y más adelante también lo haría Enrique Ferreti. Ferreti también mantiene un romance secreto con Constanza, en cuya relación también se exploran las diferencias económicas y sociales de dichos personajes. Por otra parte, los hijos adoptados por Martín Quesada, si bien no tienen relación previa con el submundo de la Monita, también eran pobres y se explora la forma en que enfrentan su súbito cambio de nivel de vida.
La relación romántica entre los dos personajes protagónicos no es la única del programa, ya que hay varias más entre los personajes secundarios y cada una con aspectos definitorios propios. La pareja protagónica se caracteriza, además de las diferencias sociales entre ambos, por contrastar una mujer espontánea, relativamente inculta y capaz de ser simpática o violenta según la situación; con un hombre bondadoso, permanentemente formal y educado. El romance entre Quique y Constanza se basa en cambio en insinuaciones de tipo sexual entre ambos, evasivas en el caso de ella y explícitas en el caso de él. Rolando Martínez simula estar enamorado de Debbie para perjudicar a Martín o bien para quitarle dinero, mientras que Debbie no se da cuenta de la situación. En la relación de Alfredo y Mercedes contrastan la gran espontaneidad de Mercedes con el carácter reservado de Alfredo. Tony y Laura llevan adelante un romance adolescente, mientras que José y la Turca llevan adelante uno dificultado por la diferencia de edad entre ambos.

## Historia
La historia comienza con una pelea de la boxeadora Esperanza Muñoz (Natalia Oreiro) apodada "la Monita", quien se lesiona la mano derecha por la presión de su mánager de pelear a pesar de sentir dolores. Dicha lesión complica su situación económica, ya que su actividad pugilística es la fuente de ingresos de su familia adoptiva. Siguiendo una recomendación de su vecina Kimberly (Fabiana García Lago) se presenta a pedir trabajo de secretaria ejecutiva en el Grupo Quesada, pero es rechazada por la secretaria Mercedes (Claudia Fontán). Es expulsada del lugar por la seguridad del edificio, y se sienta a llorar en una esquina al sentirse discriminada. Su situación emociona al propio Martín Quesada (Facundo Arana), dueño del lugar, que decide contratarla de todas formas. Martín Quesada también se solidariza con la situación de unos tres hermanos huérfanos que se oponen a ser separados si fueran adoptados de forma individual, por lo que decide adoptarlos a los tres él mismo. Martín Quesada y "la Monita" comienzan una relación que se ve obstaculizada por la novia de Martín, Constanza (Carla Peterson). Aunque comienza la historia como su novia, Martín da muestras de no estar satisfecho con esa relación y comienza a plantearse la posibilidad de dejarla. "La Monita" también tiene un novio, su mánager Quique (Carlos Belloso), pero decide no decírselo a Martín. Eso la lleva a decir varias mentiras que se encadenan unas a otras, la principal de ellas que Quique sería su hermano, mientras que Martín desconfía de que "la Monita" le oculta algo importante. Quesada descubre finalmente la verdadera relación entre Quique y "la Monita" cuando los ve despedirse y ésta le da un beso romántico de despedida. Quique y Constanza, por su parte, inician un romance que ignoran sus respectivas parejas y la mayor parte de los demás personajes.
Martín Quesada da por finalizada la relación al saber la verdad, y por despecho retoma con firmeza la relación con Constanza y le propone casamiento. Dicha decisión se ve influenciada también por el hecho de que el juez que atiende el trámite de la adopción tiene reservas sobre darle la tenencia definitiva a un hombre soltero; y luego una jueza posterior le quita la tenencia a Martín y se la otorga a Constanza como medida para garantizar que Martín se quede con ella y no con "La Monita", a quien considera una mala influencia para los niños. Sin embargo, luego de casarse se debate entre sus obligaciones matrimoniales y su relación con "la Monita", ya que termina encontrando que Constanza es excesivamente celosa y posesiva. Durante su cumpleaños se escapa solo a Las Leñas, pero "la Monita" lo sigue. Finalmente decide que la ama más a ella que a Constanza, mantienen relaciones sexuales por primera vez y Martín vuelve decidido a pedir el divorcio. Lo posterga cuando Constanza se queda ciega en un accidente; pero aunque luego recupera la vista finge seguir ciega para conservar a Martín con ella, sabiendo lo que estaba por pasar. Debby (Griselda Siciliani) se entera del engaño y Constanza trata de atraparla, pero al hacerlo Martín y "la Monita" la sorprenden manejando un auto. Luego de que su engaño quedara completamente en evidencia, Martín pide el divorcio.
Dicho divorcio se dificulta por la tenencia legal de los chicos, la cual le pertenece a Constanza y no a Martín, y este intenta quedarse tanto con ellos como con "la Monita". Durante un tiempo Martín llega incluso a perder su empresa y su casa, los cuales recupera más adelante. Al alcanzar el divorcio, Constanza queda embarazada de Quique e intenta hacer pasar su hijo por un hijo de Quesada, aunque no lo consigue. Martín se casa finalmente con "la Monita", y Constanza huye al conventillo y le confiesa a Quique que su hijo es de él, tras lo cual renuncia a su forma de vida y se queda con Quique.
"La Monita" queda embarazada de Martín, y dado que el embarazo de Constanza se alarga más tiempo del previsto (algo que también Nieves (Dalma Milebo) había afirmado sobre su propio embarazo de Quique) ambas dan a luz al mismo tiempo. La historia finaliza con una escena ambientada en el futuro, con los bebés ya crecidos.

## Producción

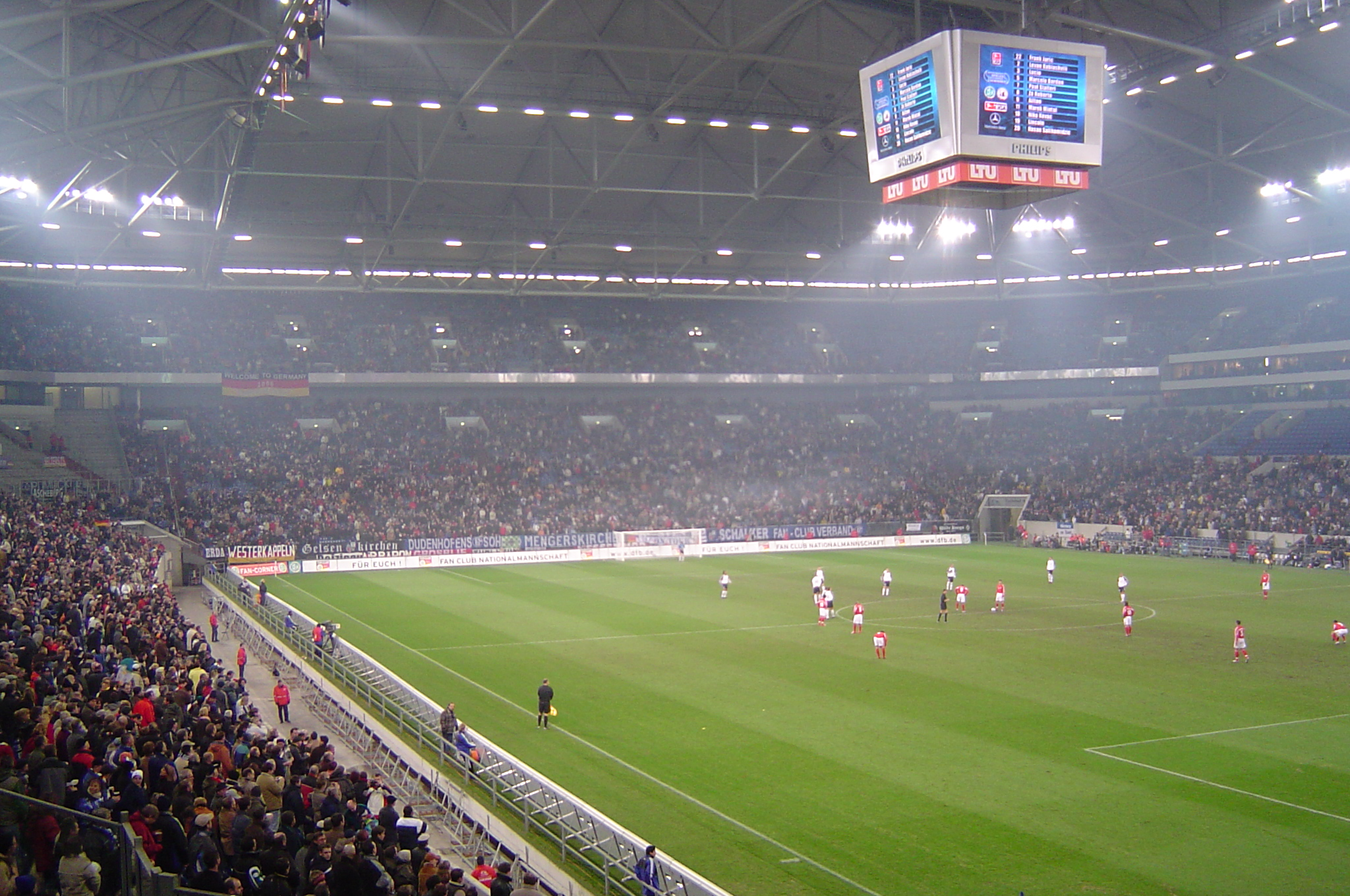
Estadio Veltins-Arena de Alemania, en donde se jugó el partido Argentina-Serbia y Montenegro, en el cual se filmó un capítulo del programa.

La dirección del programa estuvo a cargo de Daniel De Felippo y Rodolfo Antúnez, y la producción a cargo de César Markus González. Los decorados de los principales sitios en donde se situaba la narración de la historia estuvieron en la sede de Colegiales de Pol-ka.
Un aspecto del programa elogiado por la prensa fue que este, pese a su éxito, tomó muchas medidas creativas o de producción que se consideraron arriesgadas, la mayoría de las cuales fueron llevadas a buen puerto. Por ejemplo, la elección del automovilismo como deporte practicado por Martín Quesada implicó una gran infraestructura para montar carreras, y al colocar tramas en sitios lejanos se intentó procurar el máximo realismo filmándolas en sitios alejados de Buenos Aires. Un caso con una importante cobertura mediática fue la filmación de exteriores en Alemania durante la Copa Mundial de Fútbol de 2006. Allí Facundo Arana y Natalia Oreiro estuvieron en el estadio Veltins-Arena, interpretando a sus personajes, en el partido de Argentina contra Serbia y Montenegro. La acción se vio favorecida también por el resultado de dicho partido, en el cual Argentina se impuso por 6-0. El episodio correspondiente se vio el 20 de junio de 2006, alcanzando 31,5 puntos de índice de audiencia. Otras escenas filmadas en exteriores incluyen una visita de Martín, "la Monita" y Constanza a Las Leñas, y una en que se simula una caída del avión de Martín y "la Monita" en la selva. Esta última incluyó filmaciones en el Parque Pereyra Iraola y escenas ambientadas en un parque en la localidad de Morón perteneciente a la Fuerza Aérea Argentina
Para favorecer el realismo de las interpretaciones, Natalia Oreiro se entrenó en boxeo en forma regular con la conocida boxeadora Marcela Acuña y su entrenador Ramón Chaparro, mientras que Arana contó con el asesoramiento del piloto Alberto Di Giorgio. A la actriz se le enseñó cómo pararse y moverse en el ring y los distintos tipos de golpes, así como también se sometió a ejercicios aeróbicos y de musculación. Marcela Acuña destacó la rapidez con que Oreiro dominó las técnicas básicas, con mucha más rapidez que la mayor parte de las boxeadoras principiantes. Sin embargo, para tales propósitos Natalia Oreiro debió abandonar su vegetarianismo.
Una escena que se realizó en una avioneta Piper Tomahawk que debía realizar un aterrizaje de emergencia fue también una decisión riesgosa, ya que Facundo Arana y Natalia Oreiro no emplearon dobles de riesgo para dicha situación. Dicha escena, primera de tal envergadura en una tira diaria argentina, contó con el trabajo de un equipo de 5 personas, cuatro pilotos profesionales, cinco especialistas en efectos especiales y dos aviones extra para registrar las tomas del avión piloteado por Facundo Arana. Facundo Arana comentó al respecto lo siguiente:

Imaginate que esto es una tira diaria, y estamos grabando prácticamente los capítulos que al día siguiente se verán en pantalla, que en un producto al que le está yendo tan bien se apueste tanto a nivel de producción, es algo muy alentador y gratificante para un actor.

### Actores invitados

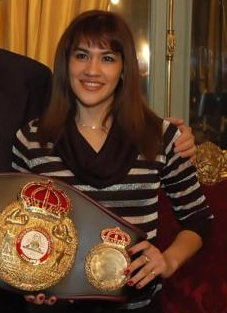
La "Tigresa" Acuña peleó dos veces con el personaje de Natalia Oreiro.

Su mayoría de renombre, que entraban a la historia e interpretaban roles secundarios o de apoyo durante unos pocos episodios. Algunos invitados se interpretaron a sí mismos dentro de la ficción del programa, entre ellos se encuentran los cantantes Chayanne, Ricky Martin y Julieta Venegas (cabe señalar que la canción "Tu nombre", utilizada como cortina musical de varias escenas del programa, es interpretada por Julieta Venegas junto a Coti Sorokin en el disco Esta Mañana Y Otros Cuentos de dicho cantante). También apareció interpretándose a sí misma Marcela Acuña, quien entrenó a Natalia Oreiro en el boxeo, apareció en dos ocasiones pero sin realizar peleas con resultados categóricos: la primera pelea resultó un empate, mientras que para la segunda sólo se representó la negociación previa a la pelea, siendo finalmente anulada dentro de la trama con un giro argumental. La participación de Leticia Brédice motivó incluso que dicha actriz fuera nominada al Premio Martín Fierro como mejor participación especial en ficción, premio que finalmente fue obtenido por Nora Cárpena. Otros actores como Reina Reech postergaron otros proyectos para poder participar del programa.

### Recursos narrativos
El programa se basó en una premisa original de Adrián Suar y contó con guiones elaborados por Ernesto Korovsky y Sebastián Parrotta, autores de Gasoleros y El sodero de mi vida, y de Hombres de honor y Padre coraje respectivamente. Algunos actores tomaron iniciativas propias respecto de sus personajes que luego fueron incorporadas al programa, uno de los casos más notables es la personalidad de Quique, cuyas características principales fueron propuestas por el propio Carlos Belloso a los guionistas.
La prensa considera un acierto del programa el empleo de situaciones que constituyen formas de metaficción, afirmando que las mismas expanden los límites habituales del género. Esto se refiere a numerosas situaciones humorísticas realizadas dentro de la ficción que incluyen referencias a los propios actores o a la naturaleza del programa. Un caso ejemplificador de lo expuesto es cuando el personaje de Debbie pasa junto al set de filmación del programa televisivo Sos mi muqui (programa existente únicamente dentro de la ficción de Sos mi vida) y se pelea con la actriz que interpreta a la villana del programa acusándola de engañar al galán del mismo y manipularlos a todos, trazando un paralelismo con el propio programa y con el personaje de Constanza. Las referencias a los actores se manifiestan, por ejemplo, en situaciones en que uno de los actores se ve en una situación deliberadamente semejante a una interpretada en alguna ficción previa, como cuando Facundo Arana utiliza un hábito similar al que empleaba en Padre Coraje, o cuando Natalia Oreiro utiliza la ropa que utilizaba al interpretar a "La Cholito" en Muñeca brava.
Otro recurso empleado fue el hacer que algunos de los principales actores interpretaran un personaje diferente, mientras que además siguieran interpretando a su personaje habitual. Así por ejemplo Pablo Cedrón interpretó a un hermano paraguayo de su personaje Falucho, y Carlos Belloso a una hermana perdida de Quique. Natalia Oreiro aprovechó su conocimiento del idioma ruso, debido a su estancia en Rusia para la producción de A ritmo de tango, e interpretó a una princesa rusa, cuyo parecido con "la Monita" se estableció como casual. La interpretación de este tipo más elogiada por la prensa fue la de Facundo Arana, quien interpretó a un criminal, rol completamente opuesto al ejercido en Sos mi vida y en otros programas de su carrera. Para estas escenas no se emplearon efectos especiales sino que se filmaban las escenas por separado, no coincidiendo los dos personajes de un mismo actor en la pantalla en ningún momento.
También se destacó la audacia de los escritores al hacer que el personaje de Martín Quesada se casara realmente con Constanza, el personaje de contrapunto de la pareja establecida, lo cual no respetaría los estándares del género en los cuales dichos matrimonios suelen ser frustrados en el último momento. Dicho casamiento coincidió cronológicamente con otro efectuado en la telenovela Collar de esmeraldas. Para justificar más adelante que la pareja protagónica realizara una boda, considerando que en la Iglesia católica el matrimonio es considerado indisoluble incluso en la eventualidad del divorcio, el matrimonio inicial fue sólo un matrimonio civil, sin intervención religiosa.

## Elenco[31]

### Protagonistas
| Actor o actriz | Personaje                   | Breve descripción |
| -------------- | --------------------------- | --- |
| Natalia Oreiro | Esperanza Muñoz “La Monita” | Boxeadora profesional.Vive en un Conventillo de La Boca, entra al mundo de los negocios en el Grupo Quesada y mantiene un romance clandestino con su jefe, Martín Quesada. |
| Facundo Arana  | Martín Quesada              | Presidente del Grupo Quesada, un hombre exitoso en los negocios pero viudo, que intenta construirse una familia.                                                           |

### Del conventillo
| Actor o actriz      | Personaje                | Breve descripción                                                                     |
| ------------------- | ------------------------ | ------------------------------------------------------------------------------------- |
| Carlos Belloso      | Enrique "Quique" Ferreti | Novio de "La Monita" y amante de Constanza; despreocupado, inculto y poco trabajador. |
| Mónica Ayos         | Nilda "La Turca" Yadhur  | Actriz de poco éxito, amiga de "La Monita". Mantiene un romance con José.             |
| Fabiana García Lago | Kimberly                 | Empleada de limpieza del Grupo Quesada, amiga de "La Monita".                         |
| Dalma Milebo        | Nieves                   | Madre de Quique y madre adoptiva de "La Monita".                                      |

### De la familia Quesada
| Actor o actriz                  | Personaje              | Breve descripción                                                                                   |
| ------------------------------- | ---------------------- | --------------------------------------------------------------------------------------------------- |
| Carla Peterson                  | Constanza Insúa        | Novia oficial de Martín Quesada, superficial y manipuladora.                                        |
| Marcelo Mazzarello              | Miguel Quesada         | Primo de Martín Quesada, vive de la fortuna del mismo.                                              |
| Griselda Siciliani              | Débora "Debby" Quesada | Prima de Martín Quesada, ingenua e infantil.                                                        |
| Elías Viñoles                   | José Fernández         | El mayor de los hijos adoptivos de Martín Quesada.                                                  |
| Thelma Fardín                   | Laura Fernández        | Hija adoptiva de Martín Quesada, de 14 años adolescente, enamorada de Pablo su profesor de 19 años. |
| Ornella Fazio                   | Ana "Coqui" Fernández  | Hija adoptiva de Martín Quesada, de 6 años.                                                         |
| Adela Gleijer                   | Rosa                   | Ama de llaves de Martín Quesada.                                                                    |
| Nicolás D'Agostino              | Antonio "Tony"         | Nieto de Rosa, vive con los demás.                                                                  |
| Mia (sobrina de Natalia Oreiro) | Isabel Quesada Muñoz   | Bebé recién nacida del matrimonio Quesada, en el último capítulo.                                   |

Nota: Aunque José, Laura y Ana (Coqui) viven con Martín Quesada, su adopción está en trámite durante todo el programa, por lo que conservan su apellido original. En uno de los últimos capítulos la adopción se hace formal, y entonces sus apellidos pasan a ser "Fernández Quesada"

### De la empresa
| Actor o actriz  | Personaje                             | Breve descripción                                                        |
| --------------- | ------------------------------------- | ------------------------------------------------------------------------ |
| Alejandro Awada | Alfredo Uribe                         | Agente y hombre de confianza de Martín Quesada en el Grupo Quesada.      |
| Claudia Fontán  | Mercedes                              | Secretaria del Grupo Quesada.                                            |
| Pablo Cedrón    | Félix Pérez Garmendia, o bien Falucho | Abogado del Grupo Quesada. Organiza maldades junto a Miguel y Constanza. |

### Personajes ocasionales
| Actor o actriz    | Personaje        | Breve descripción                                                   |
| ----------------- | ---------------- | ------------------------------------------------------------------- |
| Patricia Palmer   | Isabel Muñoz     | Madre biológica de "La Monita".                                     |
| Pablo Alarcón     | Pedro Sambrano   | Padre biológico de "La Monita".                                     |
| Ana Acosta        | Beatriz Uribe    | Esposa de Alfredo, en trámites de divorcio.                         |
| Mike Amigorena    | Rolando Martínez | Automovilista de Turismo Carretera , enemistado con Martín Quesada. |
| Belen Caccia      | La Rubia         | La chica que distrae a los boxeadores.                              |
| Michel Noher      | Jerónimo         | Tiene 20 años de edad.Novio circunstancial de Laura.                |
| Luis Acuña        | Montaña          | Boxeador del gimnasio donde entrenan Quique y la Monita.            |
| Marcelo Savignone | El Tano          | Mecánico de Martín Quesada.                                         |
| Eugenia Tobal     | Barbara          | Cuñada de Martin Quesada (Hermana de la primera mujer)              |

### Personal técnico
- Idea: Adrián Suar
- Autores: Ernesto Korovsky y Sebastián Parrotta
- Dirección: Daniel De Felippo y Rodolfo Antúnez
- Directores de fotografía: Pablo Storino y Jorge Fernández
- Director de Arte: Liza Gieco
- Producción ejecutiva: César Markus González
- Coordinación de producción: Ivana Polonsky
- Vestuario: Alicia Flores y Estela Flores

## Cortina musical
La presentación tiene como cortina musical el tema "Corazón Valiente" de Gilda, aunque cantado por la propia Natalia Oreiro, y con arreglos de Toti Giménez, viudo de la cantante tropical muerta en un accidente en 1996. Y además tiene su propia película Gilda, no me arrepiento de este amor estrenada en septiembre de 2016. La propia Natalia Oreiro se considera una seguidora de la mencionada cantante, y la cortina musical fue un homenaje a los 10 años de su fallecimiento. Natalia Oreiro justificó la elección de dicha cortina musical de la siguiente forma:

A mí me encanta Gilda, cuando trabajábamos en 'Muñeca...' (Nota: por Muñeca brava) teníamos algo mágico con ella y su música.

Si bien no tenía mucho que ver con lo que estoy preparando en mi disco, entendía el concepto de las 21 y de una comedia; y se me ocurrió esta canción que un par de veces había ensayado con Leo García y que Adrián le gustó.

## Recepción

### Índice de audiencia
El programa fue un éxito desde su estreno, a pesar de que el mismo fue en enero, un mes en el cual los canales no suelen presentar sus producciones más importantes. El primer programa con el que Telefe intentó competir fue la comedia juvenil Alma Pirata, que por bajo índice de audiencia fue cambiada de horario. Una reposición de Casados con hijos, sitcom producida por Telefe el año anterior, dio mejores resultados; ambos tenían mediciones relativamente igualadas y en algunos días se imponía la producción de Canal 13 y en otros la sitcom de Francella y Florencia Peña. Dicha situación se mantuvo con la realización de la segunda temporada de dicho programa, en agosto. Al finalizar el año el programa fue la ficción más vista en la televisión argentina.

### Premios
El programa obtuvo numerosos premios y nominaciones en las ceremonias de los Premios Martín Fierro y Premios Clarín. En la ceremonia de los premios Martín Fierro se impuso como mejor telecomedia, superando a la segunda temporada de Casados con hijos y a ¿Quién es el jefe?. Facundo Arana obtuvo el premio al mejor actor protagonista de comedia o programa humorístico, terna que compartía con Guillermo Francella, Humberto Tortonese y Nicolás Vázquez. Natalia Oreiro obtuvo el galardón homólogo femenino, superando a Florencia Peña, Nancy Duplaá, Carmen Barbieri y Andrea Bonelli. En el rubro de actor de reparto en comedia tres de las cinco nominaciones correspondieron a Sos mi vida: Alejandro Awada, Marcelo Mazzarello y Carlos Belloso, siendo el ganador este último. La terna homóloga reservada a las actrices también contó con tres que habían trabajado en el programa, Carla Peterson, Mónica Ayos y Claudia Fontán, pero la ganadora fue Erika Rivas de Casados con hijos. Otras nominaciones fallidas fueron las de Leticia Brédice por su participación especial, y la de la cortina musical del programa. Facundo Arana y Natalia Oreiro fueron nominados nuevamente en los mismos rubros en la entrega correspondiente al año 2007, por su trabajo en el mismo programa. Aptra fue criticada por realizar dichas nominaciones, ya que el programa sólo se emitió una semana en 2007 antes de llegar a su final, y ninguno de los dos actores trabajó en televisión en el resto del año. Ninguno de los actores se impuso en esta segunda ocasión, en la cual se impusieron los correspondientes al programa Lalola que logró la mayor cantidad de premios del año 2007; pero Natalia Oreiro fue distinguida como la actriz mejor vestida. Dicha distinción se comenzó a otorgar en dicho año, pero no forma parte de los premios oficiales que otorga Aptra.
La entrega de los Premios Clarín tuvo lugar a fines de 2006, y el programa aún no había terminado de emitirse. Se impuso en el rubro de mejor comedia, superando a Casados con hijos y Alma Pirata, mientras que Elías Viñoles fue distinguido como revelación masculina. Ornella Fazio, en cambio, no logró obtener el premio como revelación femenina que fue otorgado a María Abadi de Montecristo. A diferencia de los premios Martín Fierro las ternas dedicadas a actores y actrices de comedia no hacen distinción entre protagónicos y secundarios; en éstas Belloso se impuso en la propia pero Natalia Oreiro fue superada por Érika Rivas de Casados con hijos.

## Premios y nominaciones
| Año  | Premio               | Categoría                         | Programa                           | Resultado |
| ---- | -------------------- | --------------------------------- | ---------------------------------- | --------- |
| 2006 | Premio Clarín        | Mejor Comedia                     | Sos mi vida                        | Ganadora  |
| 2006 | Premio Clarín        | Actriz de Comedia                 | Natalia Oreiro                     | Nominada  |
| 2006 | Premio Clarín        | Actor de Comedia                  | Carlos Belloso                     | Ganador   |
| 2006 | Premio Clarín        | Revelación Femenina               | Ornella Fazio                      | Nominada  |
| 2006 | Premio Clarín        | Revelación Masculina              | Elías Viñoles                      | Ganador   |
| 2006 | Premio Martín Fierro | Mejor Comedia                     | Sos mi vida                        | Ganador   |
| 2006 | Premio Martín Fierro | Actor Protagonista de Comedia     | Facundo Arana                      | Ganador   |
| 2006 | Premio Martín Fierro | Actriz Protagonista de Comedia    | Natalia Oreiro                     | Ganadora  |
| 2006 | Premio Martín Fierro | Actor de reparto en Comedia       | Carlos Belloso                     | Ganador   |
| 2006 | Premio Martín Fierro | Actor de reparto en Comedia       | Alejandro Awada                    | Nominado  |
| 2006 | Premio Martín Fierro | Actor de reparto en Comedia       | Marcelo Mazzarello                 | Nominado  |
| 2006 | Premio Martín Fierro | Actriz de reparto en Comedia      | Monica Ayos                        | Nominada  |
| 2006 | Premio Martín Fierro | Actriz de reparto en Comedia      | Claudia Fontán                     | Nominada  |
| 2006 | Premio Martín Fierro | Actriz de reparto en Comedia      | Carla Peterson                     | Nominada  |
| 2006 | Premio Martín Fierro | Participación especial en Ficción | Leticia Brédice                    | Nominada  |
| 2006 | Premio Martín Fierro | Cortina Musical                   | Corazón Valiente de Natalia Oreiro | Nominada  |
| 2007 | Premio Martín Fierro | Actor Protagonista de Comedia     | Facundo Arana                      | Nominado  |
| 2007 | Premio Martín Fierro | Actriz Protagonista de Comedia    | Natalia Oreiro                     | Nominada  |
| 2007 | Premio Martín Fierro | Actor de reparto en Comedia       | Mike Amigorena                     | Nominado  |
| 2007 | Premio Martín Fierro | Actor de reparto en Comedia       | Marcelo Mazzarello                 | Nominado  |

### Elogios
El diario Clarín atribuye el éxito del programa a diversos factores, tales como las actuaciones de la pareja protagónica y de los actores secundarios, las subtramas, las iniciativas de producción y la originalidad del tratamiento de las historias. También destaca que la historia no consista únicamente en la pareja central, sino que se desarrollen muchas otras relaciones románticas con autonomía propia y enfoques específicos, entre ellas las de Constanza y Quique, Alfredo y Mercedes, La Turca y José, o Debbie y Rolando Martínez. Las labores de los actores secundarios fueron igualmente elogiadas, entre ellas las de Carla Peterson, Fabiana García Lago o Marcelo Mazzarello. Según el diario, dichas características le permitieron al programa destacarse a pesar de basarse en un concepto, el romance entre una chica pobre y un muchacho rico, recurrente en las telenovelas. Dicho argumento central no es habitual únicamente en las telenovelas en general, sino también en varias telenovelas vistas en Argentina en la misma época, como las argentinas Se dice amor y Collar de Esmeraldas, la reposición de Rosalinda, Todos quieren con Marilyn y la colombiana La tormenta.
Por su parte, el diario La Nación elogia la habilidad de los escritores para alternar entre el humor de la telecomedia y el drama de las telenovelas, e incluso pone los capítulos más dramáticos a la altura de las obras de los guionistas más reconocidos del género, como Abel Santa Cruz, Alberto Migré o Delia Fiallo.

### Crítica
Si bien la prensa consideró acertadas la mayoría de las situaciones con las que experimentó el programa, algunas de ellas no fueron bien consideradas. La ocasión en que Facundo Arana interpretó un número de Striptease no fue considerada una buena actuación por el diario Clarín. También se criticó que, dado que Carlos Belloso no pudo acompañar a Oreiro y Arana a la Copa Mundial de Fútbol, se filmaran escenas en la Plaza General San Martín simulando que se tratara de una localización en Alemania. Aquel diario también consideró excesivo el tiempo que pasó hasta que los protagonistas se dieron el primer beso, el cual se realizó tres meses después de iniciado el programa.
También se criticaron decisiones de Canal 13 relativas a la emisión del programa. Al igual que los otros canales líderes, comenzó a demorar el estreno de sus programas nocturnos con demoras que en ocasiones llegaban a los 30 o 40 minutos de retraso respecto del horario oficial, que en el caso de Sos mi vida era el de las 21:00. Dichas demoras motivaron conflictos entre el Comfer y los canales. Otro acontecimiento criticado tuvo lugar con el último episodio del programa, que duró una media hora seguido del estreno de Son de Fierro. Dicha diagramación fue pensada para competir con los estrenos de Hechizada y Gran Hermano, pero el diario La Nación considera que el último episodio debió tener la duración habitual de una hora.

## Difusión
Originalmente, el programa fue transmitido en Argentina en el año 2006 por Canal 13, durante el prime time. A finales del año 2007 el canal comenzó a emitir una reposición en el horario de la tarde, a razón de dos capítulos por día.
Sos mi vida encabeza el catálogo de ventas internacionales de telenovelas del Dori Media Group. Dicho grupo vendió los derechos de transmisión a canales de más de 52 países, entre los cuales se puede enumerar a Rumania, Rusia, Grecia, Bélgica, Turquía, Eslovaquia, República Checa, Hungría, México, Chile, Paraguay, El Salvador, Uruguay, Venezuela, Puerto Rico, Ecuador, Panamá (por TVN) Polonia, Israel, Colombia, Estados Unidos etc.

## Adaptaciones
El formato de Sos mi vida fue adquirido por México, Chile, Portugal y Polonia.
La versión mexicana fue renombrada como Un gancho al corazón y comenzó a emitirse el 25 de agosto de 2008 por Canal de las Estrellas de Televisa. Los personajes protagónicos, Martín Quesada y Esperanza Muñoz, fueron rebautizados como Mauricio Sermeño y Valentina López respectivamente aunque esta última conserva el apelativo de "La Monita" por el cual se conoció al personaje de Natalia Oreiro. Ambos papeles son interpretados por Sebastián Rulli y Danna García respectivamente.
La versión de Portugal se llamó Deixa-me amar y fue exhibida entre septiembre de 2007 y junio de 2008 por TVI. Los personajes principales se llamaban Martim Botelho y Lara Guerra, interpretados por Paulo Pires y Paula Lobo Antunes.
En 2011 se estrenó la versión polaca Prosto w serce (Directo al corazón) por el canal privado TVN. Los personajes principales se llaman Monika y Artur y son interpretados por Anna Mucha y Filip Bobek respectivamente.

## Sucesión de tiras diarias dePol-ka Producciones
| Predecesor: ''Sin código'' | ''Sos mi vida'' 2006/2007 | Sucesor: ''Son de Fierro'' |